# Маријацелска базилика
Маријацелска базилика или Базилика у Маријацелу, позната и као Базилика Рођења Богородице, најважније је ходочасничко место у Аустрији, као и једно од главних европских ходочасничких дестинација. Унутар цркве, налази се чудотворна дрвена слика у част Девице Марије.
У подручју око Маријацела био је манастир Светог Ламберта из 1103.  Насеље је основано 1157, а његово постојање је документовано 1243.  Олтар Блажене Девице Марије посвећен је 1256. 
У 14. веку, постојала је у том подручју велика готичка црква са 90 метара високим торњем и порталом, али је била уништена у пожару 1420. и 1474. године. Од 1644. до 1683, обновљена је у барокном стилу под утицајем архитекта Доменика Шасије. Лево и десно од готичког торња саграђена је барокна купола, лађа је продужена и проширена, а купола је додана на источној страни. Олтар је изградио Јохан Бернард Фишер фон Ерлах, а освештан је 1704. 
Од дванаест бочних капела свака има барокни олтар. Оргуље је направио Јохан Петер Вагнер (1740). Две статуе подигнуте испред улаза рад су Балтазара Фердинанда Мола (1757) и представљају Лајоша I Анжујског и чешког краља Владислава III.
Године 1907. црква је уздигнута у ранг мање базилике. Обнова, која је почела 1992, довршена је 2007, када је базилику посетио папа Бенедикт XVI.
Старији део зграде, изграђен 1690. садржи капелу која се налази на месту прве "ћелије" и садржи романескни чудесни лик Дјевице Марије - статуу висине 48 цм од липе.

## Ходочашће
Ходочасници су кренули у ово светиште у 12. веку. Већи број ходочасника је документован од око 1330. године, када је секуларни суд наметнуо Зел путовање као казна за криминалце. У наредним годинама све већи број ходочасника долази из суседних земаља. Након контрареформације, Хабзбурговци су учинили Маријацел националним светилиштем. Међутим, 1783. године, цар Јозеф II Хабзбуршки је распустио манастир у Маријацелу, а 1787. потпуно забранио ходочашћа тамо. Након раног повлачења ограничења, данас око милион ходочасника сваке године посећује Базилику. У мају 2004. године одржан је Централноевропски католички дан у Базилици.

## Легенде
Постоје три основне легенде о оснивању Базилике и његовом развоју. Легенда о оснивању градова каже да је 1157. године свети Ламбрехтски монах Магнус послат у подручје садашњег града као министар. Када је његов пут био блокиран камењем, спустио је маријанску фигурицу коју је понео са собом, чиме се камен разбио и оставио Магнусов пут јасним. Касније се сместио поред дрвета, ставио фигурицу на дебло и саградио ћелију у дрвету, која је служила и као његова капела и његове стамбене просторије.
Друга легенда говори о томе да је Владислав III, војвода Чешке и његова супруга, који су се излечили од болести уз помоћ Богородице, имали ходочашће до тог места око 1200. Ту су саградили прву камену цркву на месту дрвене капеле.
Трећа легенда говори о победничкој бици мађарског краља Лудвига I над бројчано супериорном турском војском. Из захвалности је саградио готичку цркву и назвао је "Schatzkammerbild" ("слика ризнице").
Базилика Маријацел недавно је изабрана као главни мотив колекционарског новчића: новчић је искован 9. маја 2007. На кованици је приказана фасада Базилике са карактеристичном централном готичком кулом, која је окружена с две барокне куле.

## Галерија
- Портал базилике
- Једна од капела
- Блажена Девица Марија, Мајка Аустрије